# Емпіричне і теоретичне
Емпіричне і теоретичне — поняття, за допомогою яких сучасна методологія науки позначає гетерогенні системи наукового знання і сполучені типи науково-дослідної діяльності. Їх складна взаємодія обумовлює функціонування тієї чи іншої наукової дисципліни як єдиного цілого, що розвивається.
Проблема вироблення критеріїв виділення емпіричного та теоретичного була поставлена у філософії логічного позитивізму. Емпіричне та теоретичне як типи дослідницької діяльності розрізняються предметом дослідження: емпіричне дослідження орієнтується на безпосереднє вивчення явищ, теорія орієнтується на рівень сутності й об'єктивної закономірності в досліджуваному процесі, явищі. Емпіричне дослідження як методи використовує реальне спостереження, реальний експеримент, емпіричний опис, складання графіків, таблиць тощо. На теоретичному рівні застосовують методи ідеалізації, уявного експерименту, історичний і логічний; методи сходження від абстрактного до конкретного, аксіоматичний, гіпотетико-дедуктивний використовуються як методи побудови теорії. Особливості предмета дослідження фіксуються в засобах пізнання: на емпіричному рівні — прилади, експериментальні установки та інші матеріальні засоби та емпірична мова науки.
Емпірична мова науки складно організована, включає крім емпіричних, теоретичні терміни, описує так звані емпіричні об'єкти — абстракції реальних об'єктів, але з обмеженим набором ознак. На теоретичному рівні як засіб пізнання використовується винятково теоретична мова, терміни якого репрезентують такі абстрактні об'єкти, що є логічними реконструкціями реальних об'єктів і їхніх зв'язків, відносин.
Результат досліджень на емпіричному та теоретичному рівнях науки — складна система емпіричного та теоретичного знання. В емпіричному знанні можна виділити безпосередні дані спостережень і експериментів і емпіричної залежності й узагальнення, емпіричні факти. Проблема необхідності розрізняти дані спостереження і емпіричні факти також була осмислена у філософії позитивізму, зокрема, у роботах Віденського гуртка. Емпіричні залежності (емпіричні закономірності) і емпіричні факти є безпосереднім базисом теорії. У структуру теоретичного знання входять шари теоретичних моделей приватного характеру, абстрактні теоретичні об'єкти, а також розвинуті наукові теорії, що включають фундаментальні теоретичні закони як головний елемент. Наприклад, теоретичні закони і моделі, що характеризують окремі види механічного руху і теорія ньютонівської механіки. Емпіричний і теоретичний рівні наукового пізнання взаємодіють один з одним, будучи одночасно відносно самостійними блоками наукового знання.
Історичний підхід до взаємодії емпіричного та теоретичного розкриває діалектичність їх взаємозв'язку. Емпіричні дослідження, виявляючи нові факти і залежності, стимулюють розвиток теоретичного пізнання. У свою чергу, емпіричне знання є результатом саморозвитку попередньої теорії. Формування емпіричного базису теорії робить необхідним теоретичну інтерпретацію основних емпіричних залежностей і фактів, подальший розвиток вихідних наукових абстракцій. Теоретична діяльність організує емпіричну, пророкує і втягує в коло дослідження нові факти.
Взаємодія і єдність емпіричного та теоретичного, тенденція до відокремлення емпіричного та теоретичного наукового апарату, наявність прямих і зворотних зв'язків між ними створюють реальну динаміку наукового знання як цілісної самоорганізованої системи. Проблеми структури, динаміки, взаємодії емпіричного та теоретичного активно розроблялися у філософії марксизму, логічного позитивізму, постпозитивізму.